# Stara Katedra w Linzu
Stara Katedra (niem. Alter Dom) – barokowa katedra w Linzu zbudowana na podstawie projektu Pietra Francesca Carlonego w drugiej połowie XVII wieku. Wewnątrz, przy głównym ołtarzu zwracają uwagę bogato rzeźbione stelle prezbiterium.
W latach 1856–1868 Anton Bruckner był organistą w katedrze. Na podstawie jego wskazówek zostały przebudowane tamtejsze organy.